# Kellersmühle (Mainbernheim)
Die Kellersmühle (auch Burleinsmühle, Klostermühle, Mittelmühle, Dornheimer Mühle, schöne Mühle, Adresse Mühlenweg 18, früher Hausnummer 136) ist eine ehemalige Getreidemühle im unterfränkischen Mainbernheim. Sie liegt am Sickersbach im Osten des Stadtgebietes. Die Baulichkeiten der Mühle sind denkmalgeschützt. Im 19. Jahrhundert war die Mühle auch ein eigenständiger Ortsteil Mainbernheims.

## Geschichte
Urkundlich erstmals erwähnt wurde die Kellersmühle am 1. Mai 1410. Das Zisterzienserkloster Ebrach verlieh damals ihre Mühle und die zugehörigen Wiesen an die Familie Fuchs von Dornheim. Im Gegenzug mussten die Adeligen den Mönchen jährlich eine bestimmte Menge Korn abliefern. Die Mühle, die zwischen der Ketten- und der Grabenmühle lag, löste in den folgenden Jahrzehnten einen Streit zwischen Ebrach und der Stadt Mainbernheim aus, der erst durch einen Schiedsspruch des Würzburger Bischofs vom 24. August 1446 beigelegt werden konnte.
Die Abtei vergab die Mühle als Lehen immer wieder an unterschiedliche Besitzer, die die Anlage zumeist durch Pachtmüller betrieben. Als Besitzer ist 1544 Hans Junkhöver nachweisbar. Im Jahr 1561 besaß Claus Haym(ann) die Mühle, 1587 Hans Lemmerhein, 1590 Jacob Merck aus Scheinfeld. 1595 kam der Sohn des Hans, Jakob Lämmerheim in den Besitz der Mühle. Als Pachtmüller ist 1609 Hans Schindler überliefert, wobei noch im gleichen Jahr Valentin Schwemmer an die Anlage kam. 1610 erwarb Willibald Zapf die Mühle.
Er verkaufte sie im Jahr 1612 an den brandenburgischen Amtskeller Martin Miltenberger für 1100 Gulden, auf den auch der Name der Anlage zurückgeht. Miltenberger ließ das mittelalterliche Mühlengebäude abreißen und ersetzte sie durch ein moderneres Gebäude im Renaissancestil. Für nahezu 60 Jahre blieb nun die Mühle Sitz des jeweiligen Amtskellers von Mainbernheim. Pachtmüller waren in dieser Zeit: Georg Keß (1614), Kaspar Stimmer aus Neuses am Sand (1618), Andreas Franz aus Dippach (1619), N. Hellwig (1620), Matthes Dampach (1629), Georg Hellwig (1633), Burkhard Frisch (1639), Endreß Hesselbach (1650) und Jakob Müller (1653).
Im Jahr 1671 gelangte ein gewisser Förster an die Mühle, ehe der Betrieb an Johann Georg Rahn gelangte, der 1709 starb. Im April 1693 verkaufte die Abtei Ebrach alle ihre Güter im inzwischen lutherisch gewordenen Mainbernheim an die Markgrafen von Brandenburg. Bereits unter dem Eigentümer Johann Georg Rahn wird die Pachtmüllerei aufgegeben. Zuletzt dienten Friedrich Frank aus Rohr 1673, Georg Arnold 1673, Konrad Wertheimer 1677 und Sebastian Volkamer aus Kitzingen 1687 in der Mühle. 
Im Jahr 1710 wurde Johann Jakob Frech Eigentümer der Mühle, ehe wiederum die Familie Rahn mit dem gleichnamigen Sohn des Johann Georg für 2000 Gulden an die Anlage kam. 1746 war Sebastian Stang Eigentümer. Ab 1747 kam die Kellersmühle für mehrere Jahrzehnte an die Familie Brühler. Zuletzt hatte sie die Witwe Eva Barbara, des Johann Peter Brühler 1776 inne. Lange Zeit saß hier auch der Müller Johann Balthasar Griener aus Hellmitzheim, der die Anlage für 2100 Gulden erworben hatte. 
Mit der Mediatisierung und der Ablösung der Grundherrschaft stiegen die bisherigen Lehensnehmer zu Beginn des 19. Jahrhunderts zu echten Eigentümern der Mühle auf. Erst im Jahr 1830 ging die Kellersmühle an Franz Burlein aus Fröhstockheim. Drei Generationen der Familie besaßen in den folgenden Jahren die Mühle, sodass sich auch der Name Burleinsmühle einbürgerte: Johann Georg Burlein 1874, Johann Bernhard Burlein 1907, sowie die Witwe Maria Burlein 1916. Ab 1963 war Georg Pfeuffer Eigentümer der Anlage. Heute ist eine Arztpraxis in den Räumlichkeiten untergebracht.

## Beschreibung
Die Mühle wird heute vom Bayerischen Landesamt für Denkmalpflege als Baudenkmal eingeordnet. Die Kellersmühle hat sich als besonders umfangreiches Ensemble aus Wirtschafts- und Wohngebäuden erhalten. Die Anlagen entstanden weitgehend im Jahr 1612 und wurden im 19. Jahrhundert überformt. Heute präsentieren sie sich als ein- bzw. zweigeschossige Bruchsteinbauten.

## Ortsteil
Im Jahr 1875 wurde die Kellersmühle als Einöde in der Gemarkung von Mainbernheim bezeichnet. Der Ortsteil bestand aus drei Gebäuden und war der Poststation, Pfarrei und Schule Mainbernheim zugeordnet. Letztmals wird die Mühle 1888 als Ortsteil aufgeführt. 
| Jahr | Einwohner | Jahr | Einwohner | Jahr | Einwohner |
| ---- | --------- | ---- | --------- | ---- | --------- |
| 1867 | 7         | 1875 | 8         | 1888 | 8         |